# 舊城 (加利福尼亞州克恩縣)
舊鎮（英語：Old Town）是位於美國加利福尼亞州克恩縣的一個非建制地區。該地的面積和人口皆未知。

## 地理
舊鎮的座標為35°38′34″N 118°29′41″W / 35.64278°N 118.49472°W，而該地的平均海拔高度為1167米（即3829英尺）。